# 나자와 사자 (영화)
나자와 사자(The Naked and the Dead)는 미국에서 제작된 라울 월쉬 감독의 1958년 드라마, 전쟁 영화이다. 1948년에 노먼 메일러가 발표한 동명의 장편 소설을 원작으로 하여 제작했다. 알도 레이 등이 주연으로 출연하였다.

## 출연

### 주연
- 알도 레이
- 클리프 로버트슨
- 바바라 니콜스

### 조연
- 윌리엄 캠벨
- 리차드 재켈
- 제임스 베스트
- 조이 비숍
- 제리 패리스
- 로버트 기스트